# Andoharano grandidieri
Espèce
Synonymes
- Filistata grandidieri Simon, 1901

Andoharano grandidieri est une espèce d'araignées aranéomorphes de la famille des Filistatidae.

## Distribution
Cette espèce est endémique de Madagascar. Elle se rencontre dans la grotte de Sarondrano.

## Description
Le mâle mesure 3,5 mm et la femelle 3,5 mm.
Le mâle décrit Magalhaes et Grismado en 2019 mesure 4,04 mm et la femelle 3,96 mm.

## Étymologie
Cette espèce est nommée en l'honneur de Guillaume Grandidier.

## Publication originale
- Simon, 1901 : Filistata grandidieri, sp. nov., araignée cavernicole de Madagascar. Bulletin du Muséum national d'histoire naturelle, Paris, vol. 7, p. 67 (texte intégral).